# José Luis Guerín
José Luis Guerín (Madrid, 1960) es un cineasta español cuya obra se caracteriza por un estilo claro y depurado, reflexivo y con una fuerte vocación poética en conexión con toda la Historia del Teatro. En el ámbito español se le asocia, habitualmente, con el estilo de Víctor Erice, pero los caminos son muchos y muy variados: Jonas Mekas (con quien ha compartido unas correspondencias filmadas en 2011), Robert Bresson, Philippe Garrel, Glauber Rocha, Jean Rouch, el cine cómico mudo de Chaplin o de Buster Keaton... y así, a través de las muchas tramas de las historias del cine, hasta llegar a los hermanos Lumière.

## Evolución artística
Tras un largo período de experimentación en formatos menores (8 y 16 mm, y vídeo) que en algunos casos dieron lugar a cortometrajes experimentales y en otros han quedado como material inédito, apuntes y notas; en 1983 realiza su primer largometraje en 35 milímetros: Los motivos de Berta.

### Innisfree
Entre los últimos años de la década de los 80 y los primeros de los 90 emprende el proyecto Innisfree, película rodada en el pueblecito irlandés en el que John Ford localizó El hombre tranquilo (1952): Cong, del Condado de Mayo. En esta película se produce un desplazamiento de la memoria visual entre las localizaciones del film fordiano y los rasgos propios del documental etnográfico.

### Tren de sombras
Tren de sombras 1997 coincide con el centenario de la invención del cinematógrafo. En ella asistimos a la revisión arqueológica del cine de los orígenes a partir de unas supuestas películas familiares encontradas en la localidad francesa de Le Thuit, propiedad del cameraman amateur Monsieur Fleury. Con este film Guerin recibió el Premio Nacional de Cine de Cataluña en 1999.

### En construcción
En 2001 estrena En construcción, documental que parte del entorno de la rehabilitación del barrio de El Raval en Barcelona como escenario. Se trata de un proyecto de colaboración con estudiantes y alumnos que durante tres años estuvieron implicados, alternando varias etapas de rodaje con períodos de reflexión en la sala de montaje, en un proceso paralelo de hallazgos a través de las imágenes que, constantemente, reorientaban el trabajo. Esta película fue reconocida internacionalmente con el Premio FIPRESCI de la Crítica Internacional, el Premio Especial del Jurado en el Festival de San Sebastián, el Premio Nacional de Cinematografía y el Premio Goya a la Mejor Película Documental.

### En la ciudad de Sylvia
En la ciudad de Sylvia se estrena en 2007 en el Festival de Venecia. Esta película, aun siendo completamente independiente y autónoma, se incardina dentro de una búsqueda creativa mayor que se plasmó en ese mismo año en otro film (Unas fotos en la ciudad de Sylvia) y la instalación Las mujeres que no conocemos.
La película se basa en la mirada y en las impresiones de un muchacho (Xavier Laffitte) que vuelve a la ciudad de Estrasburgo en busca de una chica a la que conoció hace años. Su búsqueda confunde e identifica al mismo tiempo los rostros, los cabellos y las figuras femeninas que encuentra azarosamente, una serie de esbozos de dibujos, una mujer que llama poderosamente su atención (Pilar López de Ayala), una persecución por las calles de la ciudad, tranvías que vienen y van, el viento que mueve las hojas de su cuaderno de dibujo, el sentido (y los sentidos) que comienza a brotar…
De esta película destacan los fondos sonoros, una bellísima construcción a partir de fragmentos intencionadamente grabados en la ciudad de Estrasburgo como complemento atmosférico para la imagen.

### Unas fotos en la ciudad de Sylvia
Unas fotos en la ciudad de Sylvia es una película compuesta a base de fotografías fijas en sucesión, muda, y en blanco y negro, jalonada por diversas cartelas que orientan el sentido. Se trata del montaje de una serie de materiales, notas, apuntes y esbozos acumulados por Guerin a lo largo de sus viajes con su pequeña cámara digital, siempre en paralelo a otras obras artísticas que, de un modo u otro, aparecen referidas en la película: cuadros, fotografías, también novelas, poesía...

### Las mujeres que no conocemos
Las mujeres que no conocemos es una instalación fotosecuencial, que Guerin presentó en el Pabellón de España de la Bienal de Venecia de 2007, posteriormente expuesta en el CCCB (Centro de Cultura Contemporánea de Barcelona) en 2008. De nuevo, en esta instalación las imágenes nos sugieren ideas y formas en torno al deseo, la figura femenina y los orígenes de búsqueda creativa.

### Guest
Siguiendo esa lógica de trabajo de grabaciones con una cámara digital que lleva a todas partes con el complemento de un buen trabajo sobre el sonido, Guerin termina en 2010 el documental Guest, un diario de viajes que, precisamente, se subtitula "cuaderno de registros". Esta película parte de las grabaciones que el cineasta va acumulando durante sus diversos viajes de presentación de La ciudad de Sylvia, hallazgos que van reorientando su interés y sus anotaciones en vídeo.

### La Dama de Corinto/Dos Cartas a Ana
Dos cartas a Ana es el mediometraje que ocupa el lugar central en la videoinstalación La Dama de Corinto. Tanto en el mediometraje como en la instalación, Guerin profundiza en las relaciones del cine con la pintura a partir del relato de Plinio el Viejo sobre la invención de la pintura.

### Correspondencias
Las cartas filmadas entre José Luis Guerin y Jonas Mekas se enmarcan dentro de un proyecto mayor titulado Todas las cartas, a instancias del CCCB y con Jordi Balló como comisario. Montadas a modo de instalación también en la Casa Encendida de Madrid, Intermedio las ha editado todas juntas en un pack de varios discos. El conjunto, siguiendo la fórmula iniciada por Víctor Erice y Abbas Kiarostami, ha reunido en diálogo y conversación audiovisual a cineastas internacionales como Isaki Lacuesta y Naomi Kawase; Albert Serra y Lisandro Alonso; Jaime Rosales y Wang Bing; Fernando Eimbcke y Yo Song Kim. En su diálogo, Guerin y Mekas conversan sobre los hallazgos en las imágenes, el proceso creativo y la memoria.

### Recuerdos de una mañana
Esta película con producción coreana recoge los testimonios de los vecinos y trabajadores de la calle de Caspe de Barcelona donde, años atrás, tuvo lugar un incierto suceso en el que un vecino músico se quitó la vida lanzándose por la ventana del piso en el que vivía. La memoria, la reconstrucción de los hechos y el recuerdo del vecino desaparecido gravitan sobre las imágenes de esta película también rodada en vídeo con una pequeña cámara digital.

### La academia de las musas
La academia de las musas presenta una conversación en castellano, catalán e italiano de varias personas sobre la Divina Comedia, Pero no es solo un ejercicio sobre Dante. Aparece como un documental sobre un profesor italiano, y su seminario de poesía en la Universidad de Barcelona, pero sus ideas sobre las musas se dirigen finalmente a un relato en el que entran en juego las diferencias entre amor, pasión y atracción social. Premiada en Sevilla: “Un premio de esta naturaleza a una película que desea encontrar su público, y que sin duda lo tiene, es sin duda el mejor espaldarazo”, dijo Guerin.

## Filmografía
Cortometrajes
A lo largo de los años 70 y 80, José Luis Guerin realiza diversos trabajos en formatos de 8 y 16 mm, y en vídeo: apuntes de viajes, esbozos de retratos y anotaciones en entrevistas con cineastas que en algunos casos derivaron en pequeños cortometrajes experimentales, pero que, en su mayoría, permanecen como material inédito en los archivos personales del cineasta.
Largometrajes
- Los motivos de Berta (35 mm, 1983)
- Innisfree (35 mm, 1990)
- Tren de sombras (El espectro de Le Thuit) (35 mm, 1997)
- En construcción (vídeo, 2001)
- En la ciudad de Sylvia (35 mm, 2007)
- Unas fotos en la ciudad de Sylvia (vídeo, 2007)
- Guest (vídeo. 2010)
- Correspondencias (vídeo, 2011)
- Recuerdos de una mañana (vídeo, 2011)
- La academia de las musas (vídeo, 2015)

Mediometraje
- Dos cartas a Ana (2011)
- De una isla (vídeo, 2019)

Instalaciones
- Las mujeres que no conocemos (cronofotografía, Bienal de Venecia, 2007)
- La Dama de Corinto (Museo de Arte Contemporáneo Esteban Vicente, Segovia, 2011).

## Premios y reconocimientos
Festival Internacional de Cine de San Sebastián
| Año  | Categoría                                               | Película             | Resultado |
| ---- | ------------------------------------------------------- | -------------------- | --------- |
| 1984 | Mención especial                                        | Los motivos de Berta | Ganador   |
| 2001 | Premio Especial del Jurado                              | En construcción      | Ganador   |
| 2001 | Premio del CEC (Círculo de Escritores Cinematográficos) | En construcción      | Ganador   |
| 2001 | Premio FIPRESCI                                         | En construcción      | Ganador   |

Festival Internacional de Cine de Huesca
| Año  | Categoría               | Resultado |
| ---- | ----------------------- | --------- |
| 2011 | Premio Ciudad de Huesca | Ganador   |